# Concha Sánchez de Morant
Concha Sánchez de Morant va ser una pianista i pintora valenciana, nascuda a finals del segle XIX a València.

## Biografia
Concha va rebre una educació selecta que li va permetre gaudir de l'art. De menuda va començar amb classes de piano i prompte va destacar en esta àrea. Un dels seus professors va ser el pianista Pedro Casanovas, qui va arribar a València en 1903 i va obrir a una acadèmia de cant i piano, al carrer d'Hernàn Cortés, n. 9, on assistiría Concha. Sànchez de Morant va destacar en la disciplina, o es va donar a conéixer en 1904 per interpretar amb el piano de cola una part del concert junt amb el seu professor Casanovas al Saló Sànchez Ferris.
Ja en la maduresa va mostrar una gran vocació i entusiasme tardà per la pintura, desplaçant el seu interès per la música. L'any 1924, Concha va deixar el piano per dedicar-se plenament a esta disciplina. Ella no tenia coneixements, ni formació acadèmica artística, però era molt observadora i això la va ajudar per a aprendre els secrets del paisatge.

Sense nocions de dibuix ni coneixements de la tècnica, comença a estudiar la natura i, en poc temps, aconsegueix conéixer tots els secrets del nou art i plasmar-ho amb gran precisió i destresa.
Sense nocions de dibuix, sense coneixements de la tècnica, comença aquell temperament artístic a estudiar la natura, i en poc temps aconsegueix conèixer tots els secrets del seu nou art i plasmar-lo en llenços i taules amb prodigiosa destresa, naixent una ostentació de facultats potentosas.
En 1925, començà a col·laborar amb el Cercle de Belles Arts, participant en l'exposició artística organitzada per la Associació de València de Caritat, on es van presentar obres de moltes artistes entre les quals estava la firma de Concha Sànchez de Morant. També van exposar Amelia Cuñat, María Luisa Palop i Luisa Albert, junt amb artistes de la talla de Joaquim Sorolla i Bastida, Cecilio Pla Gallardo i Marià Benlliure i Gil entre molts altres. Eixe any va exposar a la Sala Imperium de Barcelona juntament amb artistes com José Garnelo i Alda.
Va ser molt amiga del pintor valencià Julio Peris Brell i, a poc a poc, es va anar introduint al sector artístic valencià i català de la mà del pintor. Aquella relació d'amistat li va donar l'oportunitat de conéixer pintors del moment, al costat del que va exposar a diferents mostres d'art.
Els anys següents van ser de gran activitat artística per a l'artista i en 1927 van exposar les seues obres en alguns certàmens d'art, com a la famosa exposició del Cercle de Belles-Arts, que van comptar amb l'aportació de moltes dones. A més de Concha, exposen Manolita Ballester, María Sempere, Rosa Vázquez i Luisa Albert. Seguidament, tornà a Barcelona i va participar en l'Exposició femenina, on va presentar obres de gran sensibilitat. A més de paisatges va començar a treballar el gènere del bodegó, mostrant els seus progressos també a aquest gènere.
Concha va tindre gran afecte pel cercle de Belles Arts i va participar en diferents exposicions com l'Exposició Subasta, en aquesta mostra els artistes donaven obres a la institució per a després realitzar una subhasta.
En 1928, fa diverses exposicions col·lectives acompanyada per artistes de gran mestratge com José Benlliure, Peris Brell, Jimémez Cotanda, Víctor Moya, Antonio Fillol, José Benlliure, Martín Vidal Corella i Salvador Tusset. al Cercle de Belles Arts de València. Eixe any tornà a viatjar a Barcelona a inaugurar una mostra col·lectiva a la Sala Imperium i en desembre va concórrer a l'Exposició general de Pintura, Escultura i Art decoratiu que se celebrà a desembre al Cercle, acompanyada de primeres figures de l'art.
L'any 1931 va exposar a l'exposició de maig al Cercle de Belles Arts.
Podem fer un seguiment de la seua carrera artística, gràcies a les publicacions en diaris, encara que de segur hi devia haver moltes més exposicions de les que hem aconseguit dades perquè s'han perdut les referències.
Durant l'any 1933 concorre a l'Exposició d'Artistes Valencians Reunits, organitzada per la galeria Emporium.

## Estil artístic
Encara que no hi ha imatges de la seua obra, es considera que la seua obra era de caràcter figuratiu. Sánchez de Morant va mostrar especial predilecció pel paisatge que va resoldre amb gran mestria i nerviosisme. Realitzà obres de gran vàlua i una execució acuradíssima. És molt característic el seu ús del color.
No es té accés a molts exemples del seu art, però, per les crítiques aparegudes a publicacions de l'època, s'han interpretat les seues creacions.
Se sap que va destacar com a paisatgista i entre les obres presentades a la Sala Imperium, trobem una vista del Bosc de Bologne que segons el crític estava molt ben resolt i un paisatge de l'Alhambra, magníficament interpretat. També va exposar uns tarongers pintats al poble de Corberà. Era la pintora una dona molt treballadora i tenaç, qualitats que la van fer sobresortir en el món de l'art. La seua obra es va caracteritzar pel seu temperament.